# عيد الجمهورية (تركيا)
عيد الجمهورية في تركيا (بالتركية: Cumhuriyet Bayramı) هو واحد من العطلات الرسمية في تركيا وقبرص الشمالية، احتفلا بذكرى إعلان الجمهورية التركية في عام 1923. الفترة الرسمية للعيد هي 35 ساعة ابتداء من الساعة الواحدة بعد الظهر يوم 28 أكتوبر من كل عام.
يحيي العيد ذكرى أحداث 29 أكتوبر 1923، عندما أعلن مصطفى كمال أن تركيا أصبحت منذ ذلك الحين جمهورية. كانت تركيا بحكم الواقع جمهورية منذ 23 أبريل 1920، تاريخ إنشاء الجمعية الوطنية الكبرى بتركيا، ولكن التثبيت الرسمي لهذه الحقيقة جاء بعد ثلاثة سنين ونصف. في 29 أكتوبر 1923، أعلن رسميا أن النظام التركي هو نظام جمهوري، وأسميت البلاد «الجمهورية التركية» (Türkiye Cumhuriyeti). بعد إعلان الجمهورية، تم  التصويت في الجمعية الوطنية الكبرى، وانتخب أتاتورك كأول رئيس جمهورية لتركيا.

## معرض صور

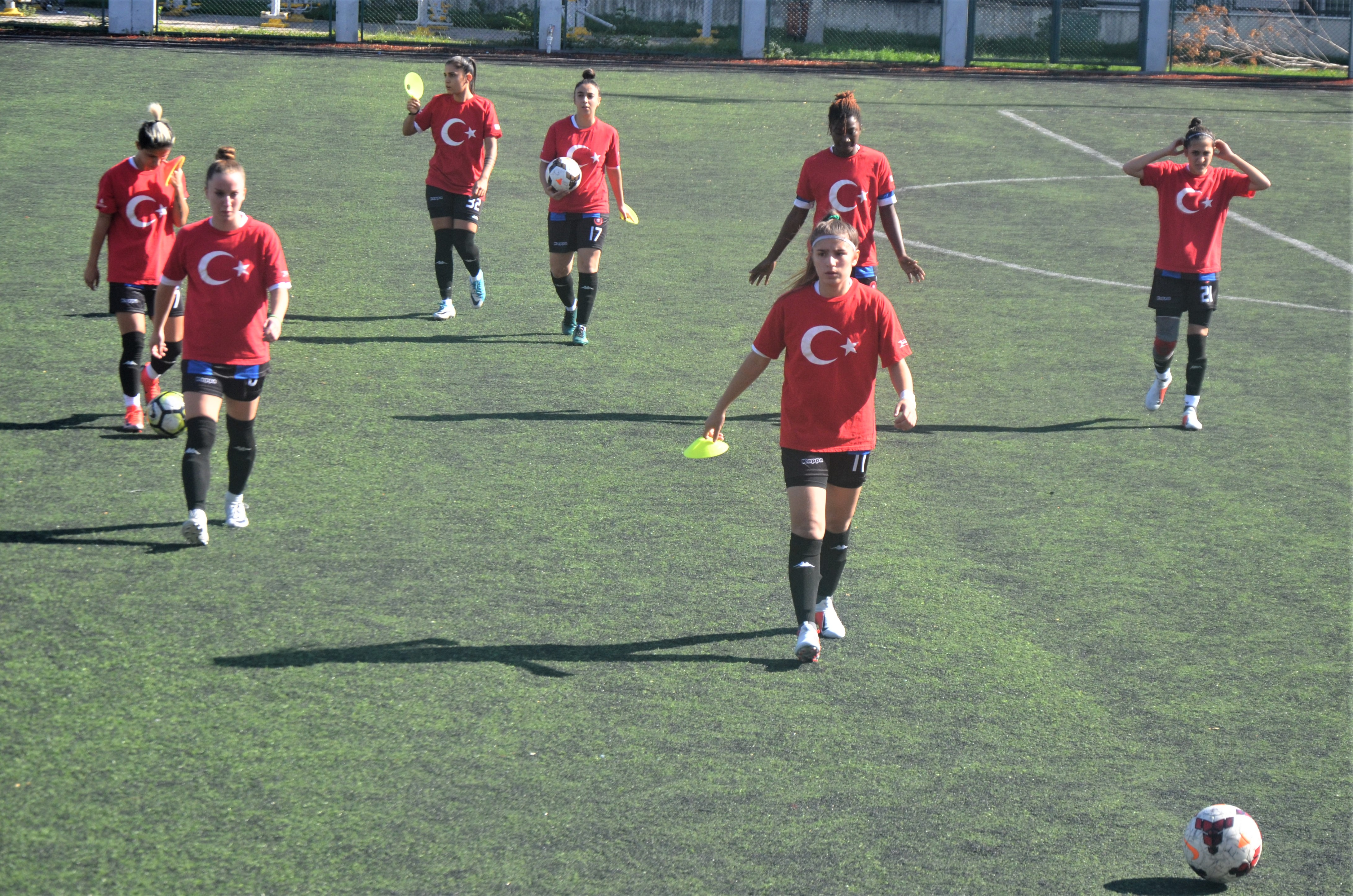
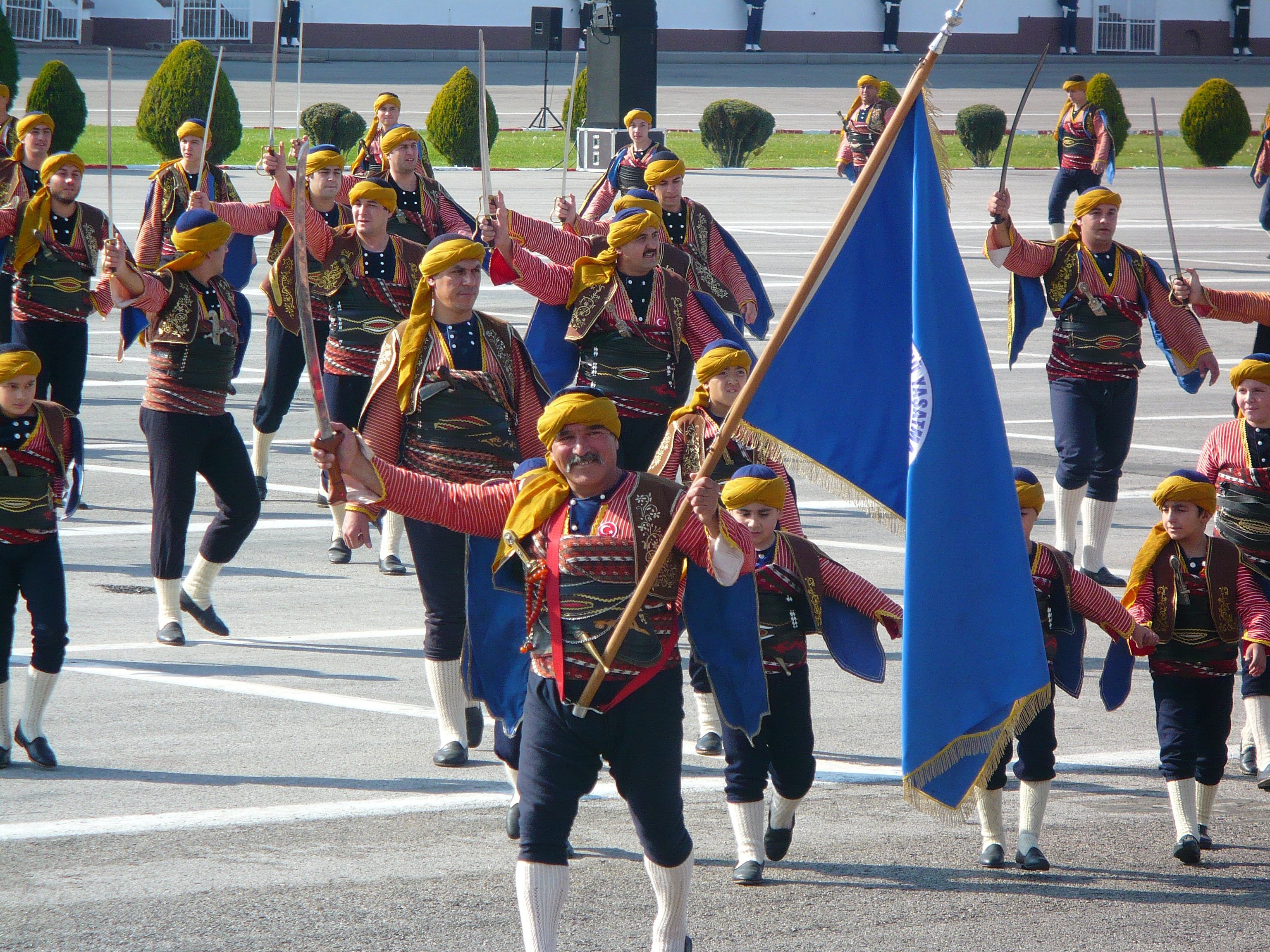
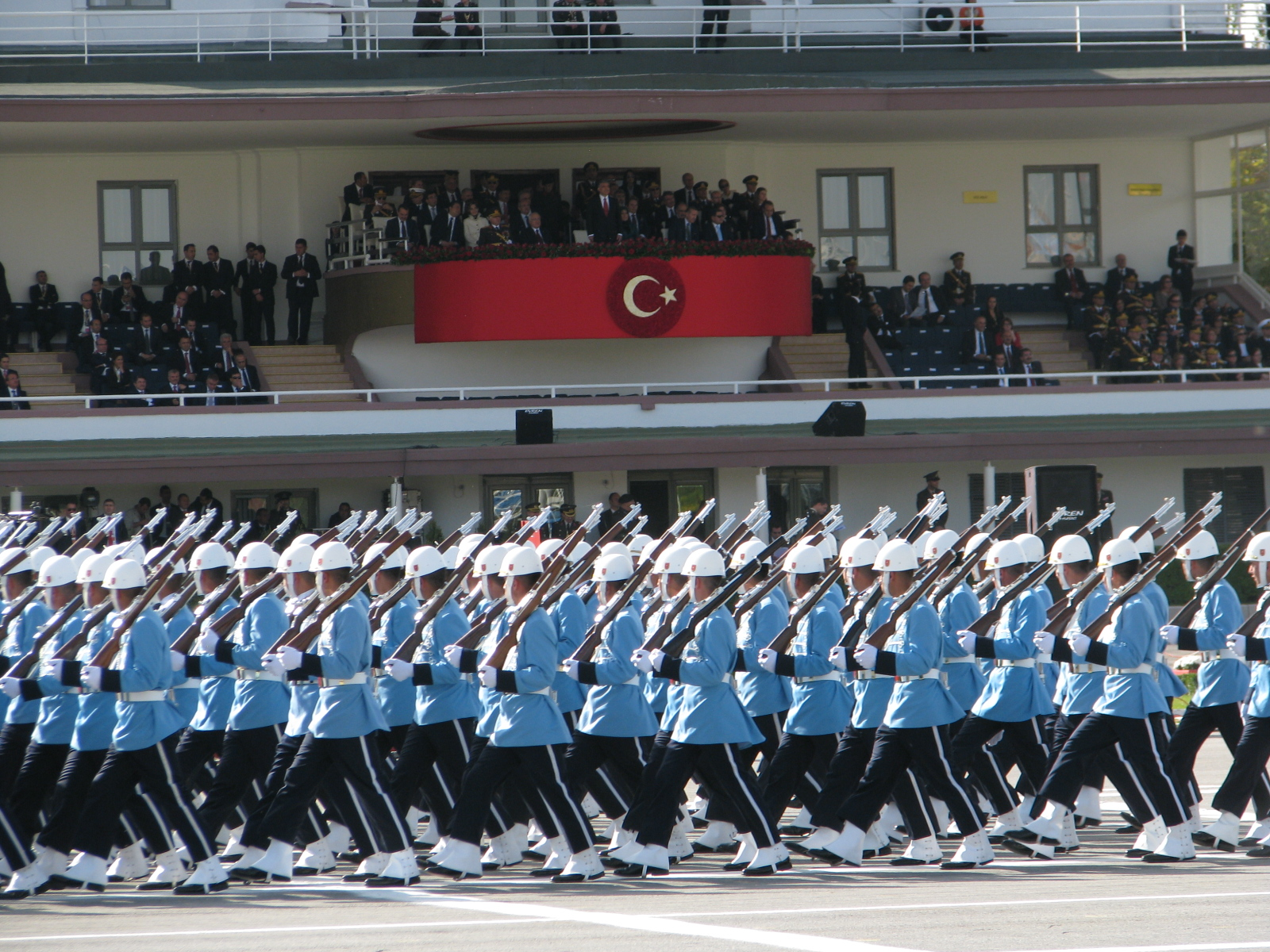